# Ontherus cephalotes
Ontherus cephalotes là một loài bọ cánh cứng trong họ Bọ hung (Scarabaeidae).